# Ullbärskaktus
Ullbärskaktus (Rhipsalis pilocarpa) är en suckulent växt inom släktet rhipsalis och familjen kaktusar.

## Beskrivning
Ullbärskaktus är en epifyt som växer uppe i träden, i grenklykor och liknande. Den grenar sig lätt och bildar segment som blir från 4 till 30 centimeter långa och det är vanligt att den grenar sig i varje segmentskarv, men inte alltid. Växtkroppen är helt rund, mörkgrön, cirka 4 millimeter tjock, och är täckt med mjukt fjunig borst som utgår från areolerna. Det brukar bildas rötter i skarven mellan varje segment som mycket lätt rotar sig, dels för att skapa ett bra stöd åt växten då den klänger sig fast i träden, men även för att bilda nya plantor då grenar lossnar och faller ner i andra grenklykor. Den blommar på senvintern med små ljusgula, rakborstliknande blommor som doftar och utvecklas i skottändarna. Den efterföljande frukten är rosa till röda och är mer eller mindre täckt med mjuk borst.
Det vetenskapliga namnet Rhipsalis kommer av grekiskans rhipi’s och betyder solfjäder och sa’lus som betyder välbefinnande. Pilocarpa från pilo’sus som betyder hårig och carpo’s som betyder frukt; med håriga frukter.

## Förekomst
Ullbärskaktus härstammar från östra Brasilien. Närmare bestämt södra Minas Gerais, södra Espírito Santo, nordvästra Rio de Janeiro, södra São Paulo och östra Paraná.

## Odling
Ullbärskaktus passar bra att odla i en ampel eller på en hylla ovanför fönstret. Den är frostkänslig och trivs bäst i en fuktig, varm miljö i skuggan. Hög luftfuktighet är att föredra framför ständigt fuktig jord, även om en total uttorkning kan skada plantan. På hösten krävs en viloperiod på minst 6 veckor för att plantan ska blomma, och under den perioden ska den i stort sett inte vattnas alls. Ullbärskaktus förökas lämpligen från frö eller stickling. Stickling tas som en bit av ett skott och får ligga och torka några dagar innan den sätts i en fuktig mager såjord, med en jordtemperatur på cirka 20 °C.

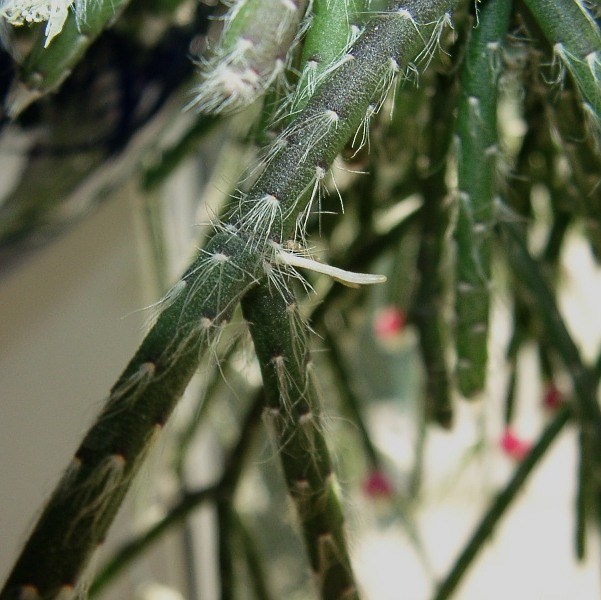
Rötter i segmentskarv.
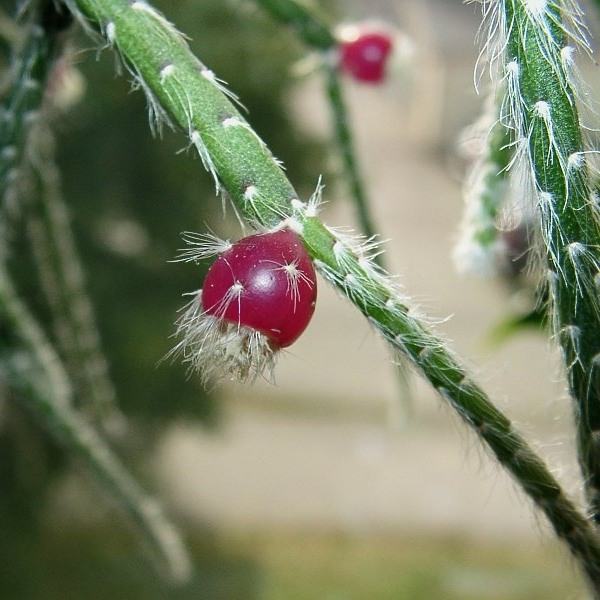
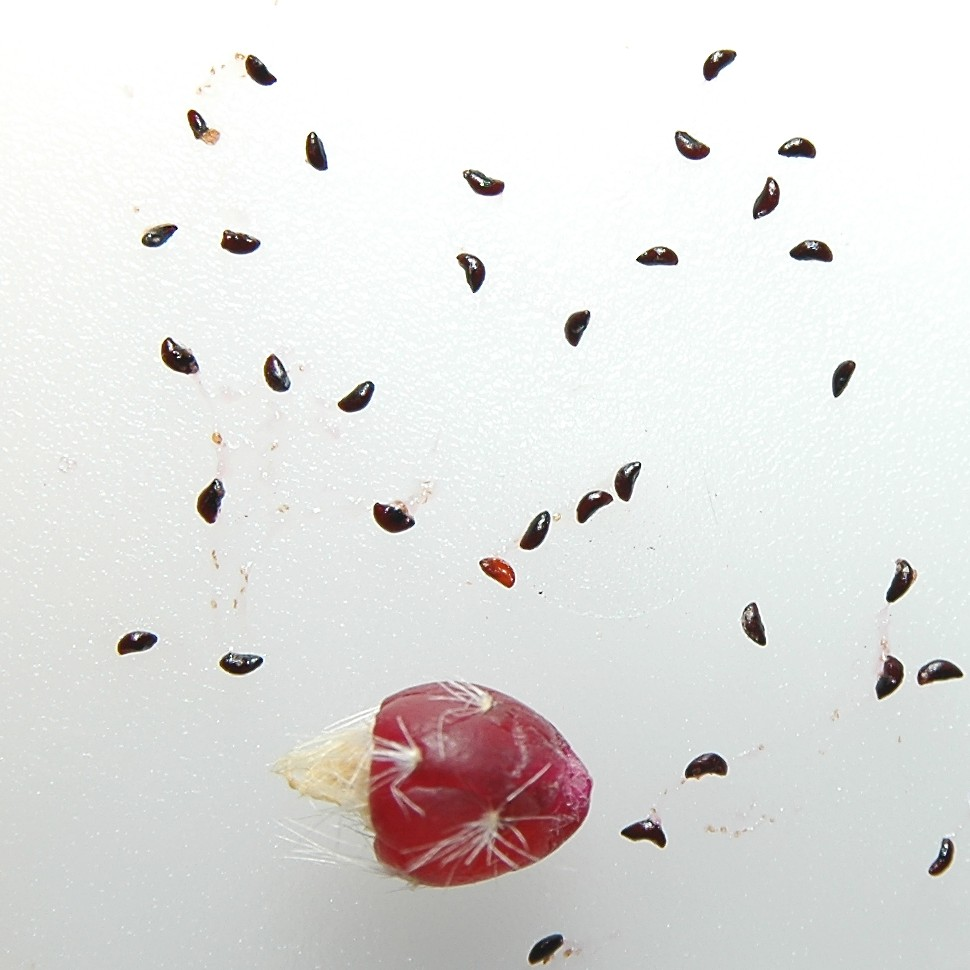
Frön och frukt.